# Scarville (Iowa)
Scarville – miasto w Stanach Zjednoczonych, w stanie Iowa, w hrabstwie Winnebago. Zgodnie ze spisem statystycznym z 2000 roku, miasto liczyło 97 mieszkańców.